# Yeo Hong-chul
Yeo Hong-chul (koreanisch 여홍철; * 28. Mai 1971 in Gwangju) ist ein ehemaliger südkoreanischer Turner.

## Erfolge
Yeo Hong-chul gewann seine ersten internationalen Medaillen bei der Sommer-Universiade 1991 in Sheffield und der Sommer-Universiade 1993 in Buffalo. Am Sprung sicherte er sich 1991 zunächst die Goldmedaille und belegte zwei Jahre darauf in Buffalo den zweiten Platz. 1992 gab Yeo zwischenzeitlich in Barcelona sein Olympiadebüt. In der Qualifikation der Einzelgeräte kam er dabei nicht über den 90. Platz an den Ringen, den 78. Platz am Pauschenpferd und den 72. Platz am Boden hinaus. Sowohl am Barren als auch am Reck belegte er den 67. Platz. Im Einzelmehrkampf erreichte er nur den 81. Rang. Seine erfolgreichste Teilnahme war der elfte Platz am Sprung, wenn auch dieser nicht zum Finaleinzug reichte. Den Mannschaftsmehrkampf beendete Yeo auf Rang acht. 1994 gewann Yeo bei den Asienspielen in Hiroshima zwei Medaillen. Am Sprung erhielt er als Erster die Goldmedaille und sicherte sich außerdem mit der Mannschaft im Mehrkampf als Zweiter die Silbermedaille. Im selben Jahr belegte er bei den Weltmeisterschaften in Brisbane am Sprung den dritten Platz.
Zwei Jahre später verbesserte sich Yeo bei den Weltmeisterschaften in San Juan am Sprung auf den zweiten Platz. Er musste sich lediglich dem Russen Alexei Nemow geschlagen geben und teilte sich den zweiten Platz mit dem punktgleichen Italiener Andrea Massucchi. 1996 erfolgte außerdem Yeos zweite Olympiateilnahme. In Barcelona belegte er in der Qualifikation der Einzeldisziplinen den 102. Platz am Reck und am Pauschenpferd, den 61. Platz am Barren und den 54. Platz an den Ringen. Auch im Einzelmehrkampf kam er nicht über den 82. Platz hinaus. Am Boden gelang ihm in der Qualifikation ein elfter Platz und den Mannschaftswettbewerb beendeten Yeo und seine Mitstreiter erneut auf dem achten Platz. Den größten Erfolg seiner Karriere erzielte Yeo letztlich am Sprung. Mit 9,756 Punkten gelang ihm im Finale das zweitbeste Resultat, womit er hinter Alexei Nemow, der mit 9,787 Punkten Olympiasieger wurde, und vor dem drittplatzierten Wital Schtscherba aus Belarus mit 9,724 Punkten die Silbermedaille gewann.
Bei den Asienspielen 1998 in Bangkok wiederholte Yeo sowohl am Sprung den ersten als auch mit der Mannschaft den zweiten Platz von 1994. Bei den Olympischen Spielen 2000 in Sydney stand Yeo zum dritten Mal im olympischen Turnkader Südkoreas. Mit Rang 85 im Einzelmehrkampf, Rang 34 an den Ringen, Rang zwölf am Boden und Rang elf am Sprung gelangen ihm jedoch keine Platzierungen, die für eine Finalqualifikation ausreichend waren. Im Mannschaftsmehrkampf verbesserten sich die Südkoreaner im Vergleich zu den Spielen zuvor um einen Platz auf Rang sieben, dieser war aber gleichbedeutend mit dem Verpassen des Finals.
Nach seiner aktiven Karriere erlangte Yeo einen Doktorgrad an der Korea National Sport University. Im Anschluss erhielt er eine Professur an der Kyung-Hee-Universität am College of Physical Education.
Er ist mit der ehemaligen Turnerin Kim Chae-eun verheiratet, die bei den Asienspielen 1994 mit der Mannschaft im Mehrkampf Bronze gewonnen hatte. Das Paar hat zwei Töchter, die ebenfalls im Turnen aktiv sind. Yeo Seo-jeong gewann bei den 2021 ausgetragenen Olympischen Spielen 2020 in Tokio die Bronzemedaille am Sprung.